# Jean-Baptiste de Winter
Jean-Baptiste de Winter , né le 27 décembre 1831 et mort le 3 mai 1913, est un homme politique belge, membre du parti catholique.

## Biographie
Fils de détaillant en gibier, de Winter est commerçant, industriel et directeur d'une usine de pelage de riz à Anvers. Il est membre du CA de l' Institut supérieur du Commerce de l'État d'Anvers, de la fabrique d'église Saint-Augustinus d'Anvers, de la Chambre de Commerce et des Fabriques d'Anvers, du CA du Conservatoire royal flamand d'Anvers (1898-1913), du Conseil supérieur du Commerce et de l'Industrie (1908-1913) et de l'Office international de bibliographie.
Il est élu conseiller communal à Anvers (1869-1872) et ensuite député pour l'arrondissement d'Anvers (1884-1913). Il est membre en 1895 de la Commission des XXI chargée de l'Examen de l'Annexion du Congo à la Belgique.